# Cañón antitanque Tipo 1 37 mm
El Tipo 1 37 mm (一式機動三十七粍速射砲; Isshiki Kidō sanjyūnana-miri sokushahō, en japonés) fue un cañón antitanque desarrollado por el Ejército Imperial Japonés y empleado durante la Segunda Guerra Mundial. El Tipo 1 fue denominado así por el año en que fue aceptado, 2601 según el calendario japonés o 1941 según el calendario gregoriano.

## Historia y desarrollo
Tras la Batalla de Khalkhin Gol, las limitaciones del cañón Tipo 94 de 37 mm fueron más que obvias y el Ejército Imperial Japonés inició el desarrollo de un nuevo cañón antitanque que fuese más efectivo contra los nuevos tanques soviéticos. Sin embargo, un nuevo diseño tomaría tiempo y como medida intermedia se decidió modificar el cañón antitanque Tipo 94 37 mm agregándole una caña más larga para que pueda causar una mayor penetración del blindaje. Fue distribuido a las unidades de combate en 1941, con el nombre Cañón antitanque Tipo 1 37 mm. Fueron producidas aproximadamente unas 2300 unidades.

## Diseño
El Tipo 1 37 mm era básicamente un Tipo 94 37 mm con un cañón ligeramente más largo. Al igual que el Tipo 94 37 mm, tenía un perfil muy bajo y debía ser operado en cuclillas o echado. El cañón tenía un escudo para proteger al artillero. Empleaba un cerrojo semiautomático con una cuña deslizante horizontal. Cuando el cañón era disparado, el casquillo del proyectil era automáticamente eyectado; el cerrojo se cerraba automáticamente hasta la inserción de un nuevo proyectil. Un mecanismo hidráulico para reducir el retroceso estaba situado bajo el cañón. La cureña tenía dos mástiles que se abrían en un ángulo de 60° para mejorar la estabilidad durante el disparo. El transporte del cañón se efectuaba mediante su remolque por un camión o un caballo, moviéndose sobre dos discos de acero cubiertos por llantas de caucho macizo.

## Historial de combate

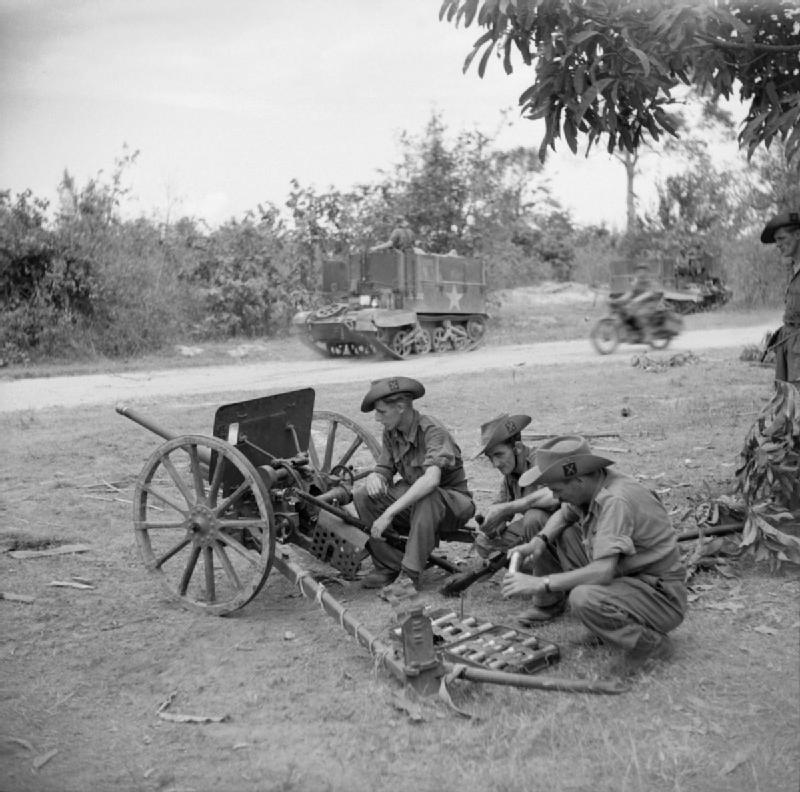
Soldados británicos examinan un cañón antitanque japonés de 37 mm capturado, enero de 1945.

El cañón antitanque Tipo 1 37 mm solamente estaba disponible en cantidades limitadas, además que su cañón alargado aumentaba su eficacia respecto al más numeroso Tipo 94 37 mm. Fue ligeramente efectivo contra el tanque ligero aliado M3 Stuart en el Pacífico, pero no contra el M4 Sherman que fue empleado en grandes cantidades por los Aliados. Fue empleado en una amplia variedad de áreas, especialmente en el sudeste asiático, con una efectividad cada vez más reducida hasta el final de la guerra. 